# Monty Berman
Nestor Montague „Monty“ Berman (* 1912 in Whitechapel, London, England; † 14. Juni 2006 in London, England) war ein britischer Film- und Fernsehproduzent, Kameramann und Regisseur.

## Leben
Berman besuchte die University College School in Hampstead und begann seine Karriere im Alter von 17 Jahren als Kameraassistent. 1934 erhielt er eine Anstellung bei der Associated British Picture Corporation und wirkte unter anderem an Michael Powells Dokumentarfilm The Edge of the World mit. Während des Zweiten Weltkriegs diente er bei der British Army, wo er Robert S. Baker kennenlernte. Nach dem Ende des Krieges gründeten beide 1948 die Filmproduktionsfirma Tempean Films. Daneben arbeitete Berman gegen Ende der 1940er Jahre als Kameraassistent an einigen britischen Filmproduktionen mit, darunter als Assistent von Robert Krasker an Der dritte Mann. Von Ende der 1940er Jahre bis Ende der 1950er Jahre produzierten Berman und Baker mit ihrer Produktionsgesellschaft über 30 B-Movies, an denen Berman teilweise auch als Kameramann und Regisseur beteiligt war, unter anderem bei den Filmkomödien A Date With a Dream und Melody Club mit Terry-Thomas in der Hauptrolle. Herausragend aus ihren Filmproduktionen war der Kriegsfilm Die schwarzen Teufel von El Alamein aus dem Jahr 1958, der für drei British Film Academy Awards nominiert war.
Der erfolgreiche Einstieg ins Fernsehgeschäft gelang Berman und Baker 1962, als sie sich die Fernsehrechte für Leslie Charteris’ Simon Templar sicherten und die Serie an ITV verkauften. Die Krimiserie mit dem jungen Roger Moore in der Hauptrolle wurde ein großer Erfolg. In der Folge entwickelte Berman für ITV mehrere weitere Fernsehserien wie Der Baron, Department S und Jason King und produzierte Randall & Hopkirk – Detektei mit Geist sowie Gene Bradley in geheimer Mission. Ein Merkmal vieler dieser Serien war es, dass für die Hauptrollen US-amerikanische Schauspieler engagiert wurden; unter anderem Steve Forrest, Joel Fabiani und Gene Barry.
Nachdem Anfang der 1970er Jahre seine Serien Jason King und Gene Bradley in geheimer Mission nicht mehr an die vorherigen Erfolge anschließen konnten, zog sich Berman ins Privatleben zurück.

## Filmografie (Auswahl)

### Produzent
- 1953: In den Fängen der Unterwelt (Three Steps to the Gallows)
- 1955: Treffpunkt Palette (The Gilded Cage)
- 1956: Jaguar packt zu (Passport to Treason)
- 1958: Die schwarzen Teufel von El Alamein (Sea of Sand)
- 1958: Die Teufelswolke von Monteville (The Trollenberg Terror)
- 1958: Der Dämon mit den blutigen Händen (Blood of the Vampire)
- 1959: Eine Stadt sucht einen Mörder (Jack the Ripper)
- 1960: Verbrecherzentrale Sidney Street (The Siege of Sidney Street)
- 1961: Der Höllenfeuerclub (The Hellfire Club)
- 1961: Das Geheimnis von Monte Christo (The Treasure of Monte Cristo)
- 1961: Leiche auf Urlaub (What a Carve Up!)
- 1962–1964: Simon Templar (The Saint)
- 1966–1967: Der Baron (The Baron)
- 1968–1969: The Champions
- 1969–1970: Randall & Hopkirk – Detektei mit Geist (Randall and Hopkirk (Deceased))
- 1969–1970: Department S
- 1971: Jason King
- 1972–1973: Gene Bradley in geheimer Mission (The Adventurer)

### Kameramann
- 1953: In den Fängen der Unterwelt (Three Steps to the Gallows)
- 1955: Treffpunkt Palette (The Gilded Cage)
- 1956: Jaguar packt zu (Passport to Treason)
- 1958: Die Teufelswolke von Monteville (The Trollenberg Terror)
- 1958: Der Dämon mit den blutigen Händen (Blood of the Vampire)

### Kamera und Elektrik
- 1947: Abenteuer in Brasilien (The End of the River)
- 1947: Auf ihn mit Gebrüll (Hue and Cry)
- 1948: Tochter der Finsternis (Daughter of Darkness)
- 1948: Die Stimme des Gewissens (The Small Voice)
- 1949: Der dritte Mann (The Third Man)
- 1950: Das doppelte College (The Happiest Days of Your Life)

### Regisseur
- 1959: Eine Stadt sucht einen Mörder (Jack the Ripper)
- 1960: Verbrecherzentrale Sidney Street (The Siege of Sidney Street)
- 1961: Das Geheimnis von Monte Christo (The Treasure of Monte Cristo)
- 1961: Der Höllenfeuerclub (The Hellfire Club)